# Isolation (Toto)
Isolation is het vijfde studioalbum van de band Toto, uitgegeven in 1984. Met hits als Holyanna en vooral Stranger in Town. David Hungate was net vader geworden, voelde zich verantwoordelijk voor zijn gezin en verliet Toto, Mike Porcaro verving hem. Door drugsproblemen werd Bobby Kimball ook uit de band gezet, Fergie Frederiksen verving hem. Bobby is nog wel op de achtergrond te horen.

## Musici
- Fergie Frederiksen - Zang;
- Bobby Kimball - Achtergrondzang;
- Steve Lukather - Gitaar en zang;
- David Paich - Toetsen en zang;
- Steve Porcaro - Toetsen;
- Mike Porcaro - Basgitaar;
- Jeff Porcaro - Slagwerk.

## Composities
1. Carmen
2. Lion
3. Stranger in Town
4. Angel Don't Cry
5. How Does It Feel
6. Endless
7. Isolation
8. Mr. Friendly
9. Change of Heart
10. Holyanna